# 독고
독고(獨孤)는 중국과 한국의 성씨이다.

## 기원
독고(獨孤)는 북위 선비족 성씨로 관롱집단의 중요한 존재였다. 서위 선비족 대도독 대사마(大司馬) 독고신(獨孤信)의 딸 독고가라(獨孤伽羅)가 수 문제(隋文帝)의 정실부인 문헌황후(文獻皇后)이다. 북위가 중국 한족식 성씨을 장려하여 대부분 류(劉)씨로 변성되었지만, 일부는 독고씨를 유지하였다. 구별 가능한 대부분의 흉노계 성씨는 사라졌으나, 현재 북위 독고씨가 중국과 한국에 소수 남아 있다. 북위가 망한 후 몽골과 만주의 선비족이 중국과 한반도로 남하하였다.

## 한국의 독고씨
독고(獨孤)씨는 대한민국 통계청 인구조사에서 2000년 807명으로 조사되었으나, 2015년에는 502명으로 조사되었다. 본관은 조선씨족통보(朝鮮氏族統譜)에 남원(南原), 광릉(廣陵), 나주(羅州), 황주(黃州), 의주(義州) 등 다섯 본이 기록되어 있다. 
《고려사》에 합문지후(閤門祗候) 독고충(獨孤忠)이 기록되어 있고, 《조선왕조실록》에 장교(將校) 독고맹(獨孤孟), 《승정원일기》에 독고의(獨孤義) 등이 기록되어 있다. 1930년 국세조사 당시 독고씨는 90% 이상이 북한에 살았으며, 평안북도 의주군과 룡성군에 집성촌을 형성하였다.

### 남원 독고씨
《남원독고씨 세보》에 따르면 남원 독고씨의 시조 독고공순(獨孤公舜)은 당나라 8학사로 신라에 들어왔다. 하지만 이후 계대(繼代)가 실전되어 고려시대 남원군(南原郡)에 봉해진 독고신(獨孤信)을 1세조로 한다. 그의 후손 독고향(獨孤香)은 고려 충숙왕 때 원나라의 공주를 배종한 공으로 남원군(南原君)에 봉해졌다.

## 인물
- 독고신(獨孤信) : 서위 선비족 대도독 대사마(大司馬)
- 문헌황후 독고가라(獨孤伽羅) : 수나라 황후
- 독고충(獨孤忠) : 고려 명종 때 합문지후(閤門祗候)[4]
- 독고립(獨孤立) : 조선 중기 군자감판관을 지냈으며, 정묘호란이 일어나자 의주성의 남문을 지키다가 아버지 독고행(行), 아우 독고성(成), 아들 독고수(睟)와 함께 전사하였다. 호조참의에 추증되었으며, 평안도 의주 구암사(龜巖祠)에 제향되었다.
- 독고중훈(獨孤重勳) : 前 선린상사 회장
- 독고영창(獨孤英昌) : 前 고려대학교 의과대학 교수
- 독고윤(獨孤潤) : 아주대학교 경영대학 교수
- 독고석(獨孤晳) : 단국대학교 토목환경공학과 교수
- 독고창석: 북한 기상수문국 실장
- 독고창국: 북한 최고인민회의 대의원
- 독고독: 대한민국 틱톡커